# Nelly Jepkosgei
Nelly Jepkosgei (née le 14 juillet 1991) est une athlète kényane, devenue bahreïnie en 2017, spécialiste des courses de fond. 

## Biographie
Révélée en mai 2018 lors du meeting de Doha en prenant la deuxième place de l'épreuve du 800 m, derrière la Sud-africaine Caster Semenya, elle porte son record personnel à 1 min 58 s 96 lors du meeting des Bislett Games, à Oslo.
Le 17 juin 2019, elle remporte le 1 500 m du Meeting international Mohammed-VI, étape de la ligue de diamant 2019.

## Records
| Épreuve | Performance   | Lieu    | Date          |
| ------- | ------------- | ------- | ------------- |
| 800 m   | 1 min 58 s 93 | Nairobi | 20 avril 2024 |
| 1 500 m | 4 min 0 s 99  | Doha    | 4 mai 2018    |